# Melanoxanthus comptus
Melanoxanthus comptus là một loài bọ cánh cứng trong họ Elateridae. Loài này được Van Zwaluwenburg miêu tả khoa học năm 1928.